# La Fleur de buriti
Pour plus de détails, voir Fiche technique et Distribution.
La Fleur de buriti (titre original portugais Crowrã) est un drame brésiliano-portugais réalisé par João Salaviza et Renée Nader Messora, sorti en 2023.

## Synopsis
La fille de Patpro ressent des douleurs annonciatrices de dangers. De longue date, leur terre est convoitée par les « Cupé » (éleveurs de bétail). Ce sera l'occasion pour lui de revivre trois époques de l'histoire récente de son peuple indigène, les Krahô (pt) dans le Tocantins, partageant avec nous leur quotidien, leur imaginaire et témoignant de leur résilience.
Le film, à la croisée du docudrame historico-ethnographique et de la fable poétique, s'appuie sur des documents des années 1940 et 1960 pour finir par leur mobilisation de mi-2021 dans un contexte d'exacerbation des tensions liées aux orientations du gouvernement de Jair Bolsonaro.

## Fiche technique
Sauf indication contraire, les informations mentionnées dans cette section peuvent être confirmées par la base de données cinématographiques IMDb,  présente dans la section « Liens externes ».
- Titre original : Crowrã
- Titre francophone : La Fleur de buriti
- Réalisation : João Salaviza et Renée Nader Messora
- Scénario : Francisco Hỳjnõ Krahô, Ilda Patpro Krahô, Henrique Ihjãc Krahô, Renée Nader Messora, João Salaviza
- Producteurs : João Salaviza, Renée Nader Messora, Ricardo Alves Jr., Julia Alves
- Sociétés de production : Karõ Filmes, Ad Vitam
- Costumes : Dayse Barreto
- Décors : Ángeles García Frinchaboy, Ilda Patpro Krahô
- Photographie : Renée Nader Messora
- Son : Diogo Goltara
- Montage : Edgar Feldman, Pablo Lamar
- Mixage : Ariel Henrique
- Musique : Zelia Barbosa
- Pays d'origine :  Brésil,  Portugal
- Langues originales : timbira, portugais
- Format : couleur
- Genre : drame
- Durée : 123 minutes
- Dates de sortie :
  - France : 16 mai 2023 (Festival de Cannes 2023) ; 1er mai 2024 (sortie nationale)

## Distribution
- Francisco Hỳjnõ Krahô : Hỳjnõ
- Ilda Patpro Krahô : Patpro
- Luzia Cruwakwyj Krahô : Cruwakwyj (Crowrã)
- Solane Tehtikwỳj Krahô : Jotàt
- Raene Kôtô Krahô : Kôtô
- Débora Sodré : Debora

avec la participation de :
- Sônia Guajajara : elle-même
- Thiago Henrique Karai Djekupe
- Shirlei Djera

## Sortie et accueil

### Récompense
- Prix d'ensemble Un certain regard au festival de Cannes 2023[3]

### Sélection
- Festival Biarritz Amérique latine 2023 : avant-première